# Schloss Plessis-lès-Tours

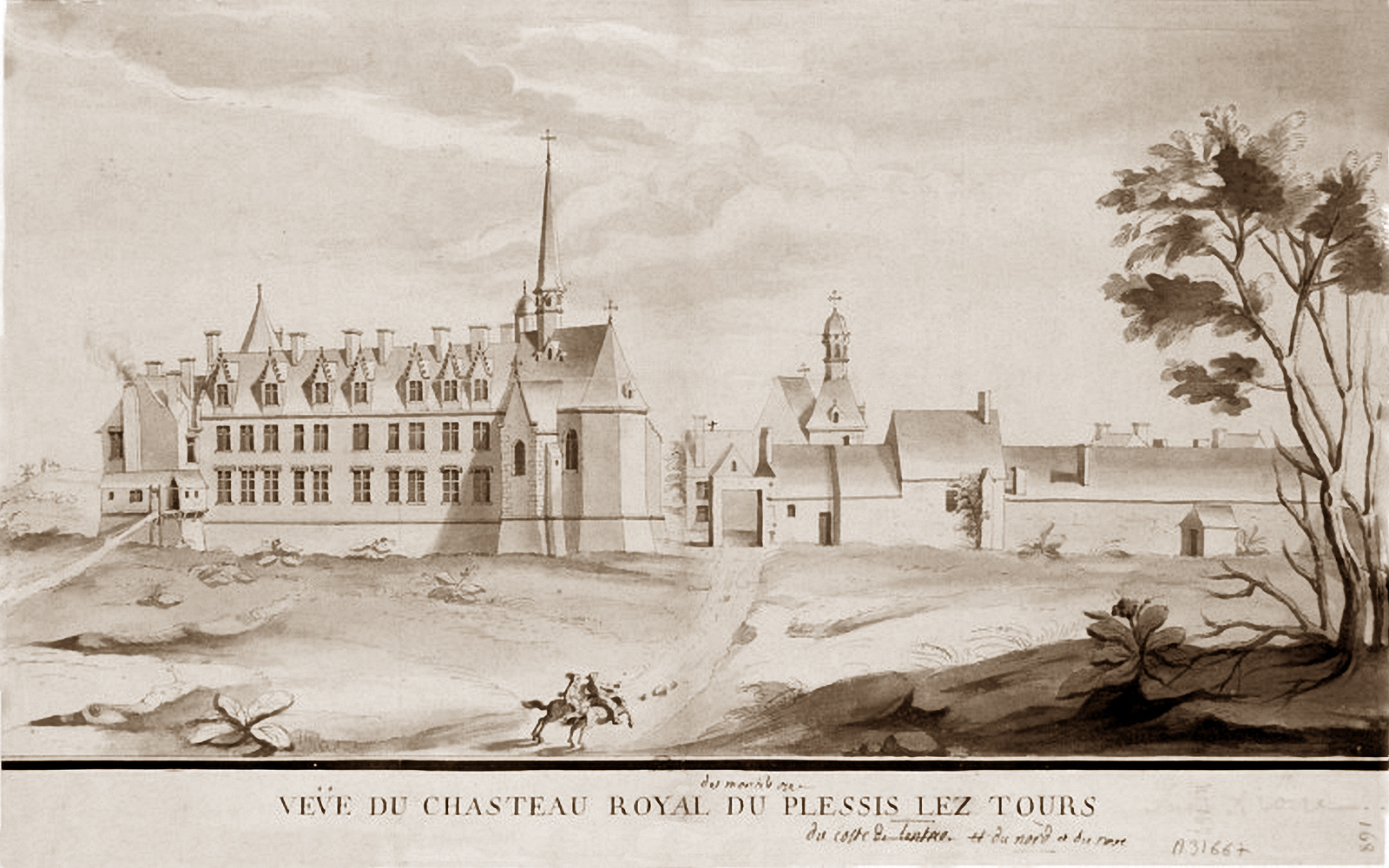
Unbekannter Künstler: Schloss Plessis-lèz-Tours, Feder- und Tuschezeichnung, 17. Jh., Paris, BnF

Plessis-lèz-Tours, früher Plessis-lez-Tours oder Plessis-du-Parc ist ein Schloss in der französischen Gemeinde La Riche im Département Indre-et-Loire (Region Centre-Val de Loire), einem westlichen Vorort von Tours, das im 15. Jahrhundert erbaut wurde und zeitweilig als königliche Residenz diente. Es wurde während der Revolution teilweise zerstört, beherbergte nach einer Restaurierungskampagne (1932) zeitweilig ein Museum zur Geschichte der Seidenweberei der Touraine und dient heute einer Schauspieltruppe als Sitz.

## Geschichte

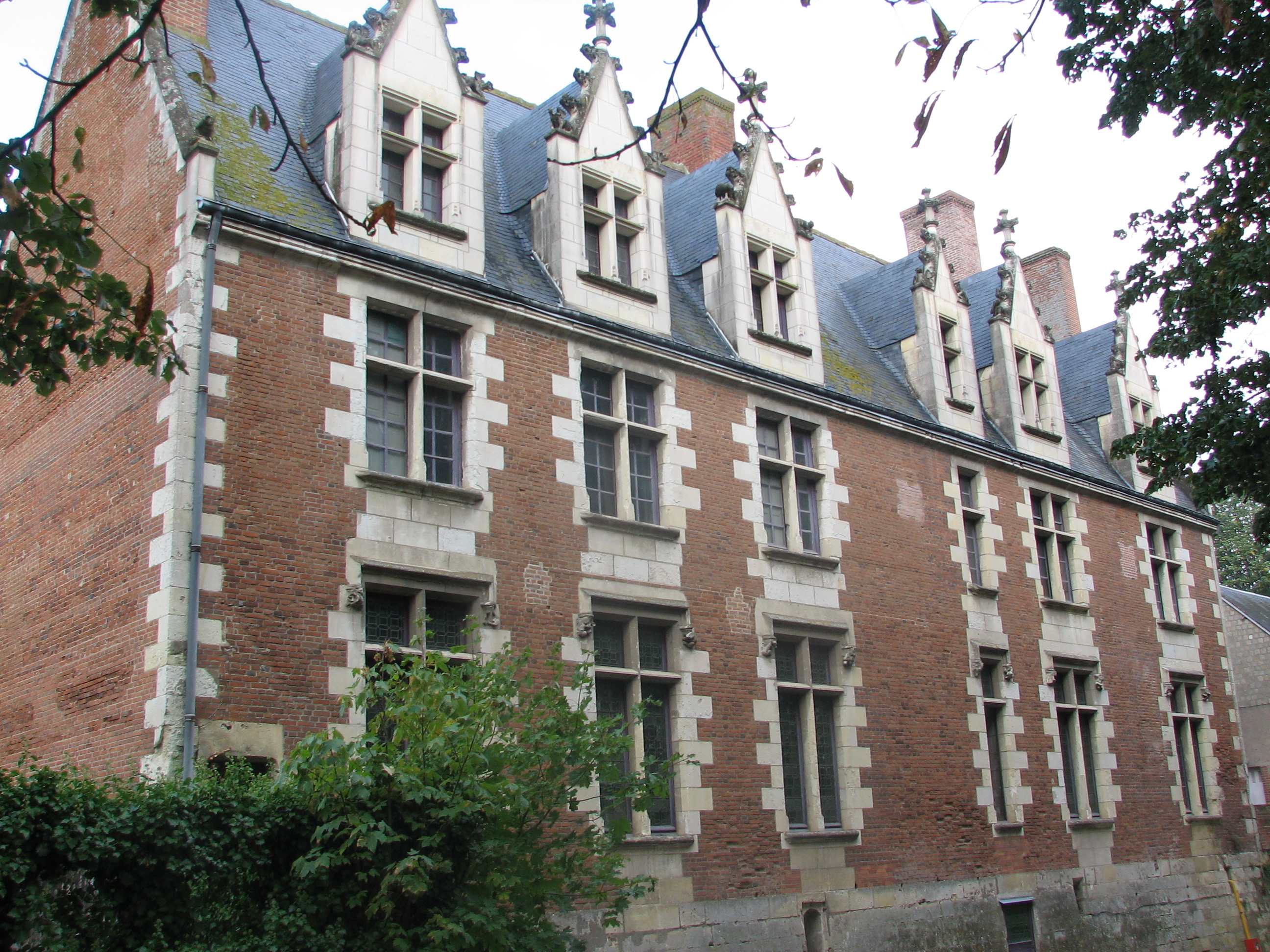
Das Schloss heute

Das Schloss, damals noch Montils-lez-Tours oder Montils-les-Tours genannt, ließ die Familie Maillé im 15. Jahrhundert auf ihren zwischen der Loire um deren Nebenfluss Cher gelegenen Besitztümern errichten. Die Maillés verkauften die Domäne im Jahr 1463 an den stets misstrauischen König Ludwig XI. Er ließ sie von einer doppelten Mauer umgeben, einen Park anlegen und das Schloss vergrößern, das er zu seinem bevorzugten Aufenthaltsort machte.
Als der König im Jahr 1483 schwer erkrankte, ließ er durch Papst Sixtus IV. den ehemaligen Eremiten und Ordensgründer Franz von Paola (1436–1507), der im Ruf stand, wundersame Heilungen zu vollbringen, an sein Krankenbett rufen. Der kalabresische Mönch traf im April des gleichen Jahres in Plessis ein und leistete dem König bis zu seinem dort am 30. August 1483 eingetretenen Tod seelischen Beistand. Franz von Paola ließ sich in Plessis nieder, wo er mit Hilfe von Ludwigs XI. Sohn Karl VIII. 1489 das Couvent des Grands Minimes du Plessis genannte Kloster gründen konnte; die erste Gemeinschaft der „Mindesten Brüder“ in Frankreich. Er starb am 2. April 1507 in seinem Kloster, wo er auch beigesetzt wurde.

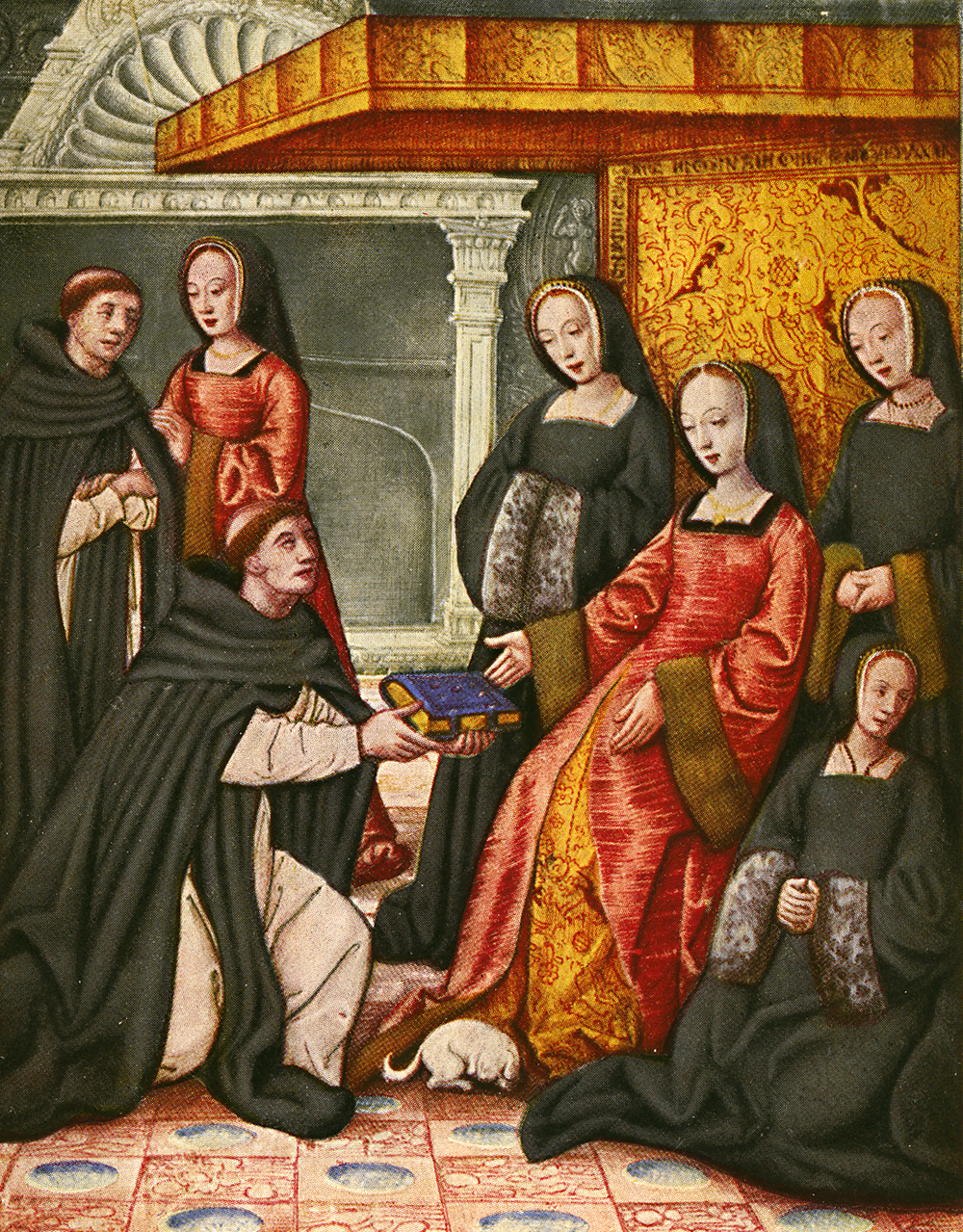
Jean Perréal (zugeschrieben): Anne de Bretagne um 1508, Nantes, Musée Dobrée

Karl VIII. und seine junge Frau Anne de Bretagne residierten nach ihrer Hochzeit (1491) in Plessis, wo ihre Kinder Charles Orland, Charles und François geboren wurden, von denen keines überlebte. Anne heiratete, nachdem Karl VIII. in Amboise verunglückt und gestorben war, dessen Cousin und Nachfolger Ludwig XII., der Plessis verschönern ließ und als Jagdschloss nutzte. Die 1506 im Großen Saal von Plessis einberufenen Generalstände verliehen dem Monarchen den Titel Père du Peuple (deutsch: Vater des Volkes).
Unter Heinrich III. diente das Schloss Franz von Alençon, dem Bruder des Königs, und Philipp von Marnix, dem Emissär Wilhelms „des Schweigers“ von Oranien als Aufenthaltsort während der Verhandlungen zu dem am 19. September 1580 unterzeichneten Vertrag von Plessis-lès-Tours. Durch dieses Bündnis suchten die in der Utrechter Union zusammengeschlossen protestantischen nördlichen Provinzen der Niederlande, die sich weigerten, den katholischen König Philipp II. von Spanien als Herrscher anzuerkennen, die Unterstützung Frankreichs. Sie boten dem in religiösen Fragen moderaten Franz von Alençon an, ihn zum „Fürst und Herrn“ zu erheben und ihm den Titel „Défenseur de la liberté des Pays Bas“ (Verteidiger der Freiheit der Niederlande) zu verleihen. Franz von Alençon wurden hohe finanzielle Auflagen gemacht, die gleichzeitig mit dem hohen Risiko verbunden waren, dass die reichsten dieser Provinzen, Holland, Zeeland und Utrecht – die sich ausdrücklich vorbehielten, unter bestimmten Voraussetzungen den Fürst von Oranien als ihren Herrn anzusehen – aus dem Vertrag ausscherten. Franz’ Vorhaben scheiterte jedoch.
Am 30. April 1589 besiegelten Heinrich III. und sein Schwager, der Hugenottenführer Heinrich von Navarra nach längeren vorausgegangenen Verhandlungen unter dem Applaus des kriegsmüden Volkes ihre Versöhnung durch eine Begegnung im Park von Plessis-lèz-Tours; ein bedeutendes Ereignis, das die Protestanten wieder mit den königstreuen Katholiken und insbesondere gegen die Feinde des Königshauses vereinte.
Im Laufe der Zeit verfiel Plessis-lèz-Tours, wurde nach Ausbruch der französischen Revolution zum nationalen Eigentum erklärt, 1797 von einem Richter aus Tours erworben und dem Abriss preisgegeben. Erhalten ist heute nur noch ein Teil des zweigeschossigen königlichen Wohnflügels aus Backstein mit einem polygonalen Treppenturm, der helle Eckquaderungen besitzt.